# 巴西遊走蛛
巴西遊走蛛（学名：Phoneutria fera）與近親巴西流浪蜘蛛（Phoneutria nigriventer）同為世界上毒性最強的蜘蛛之一，又被稱為巴西流浪蜘蛛、香蕉蜘蛛，同时此类名稱也用來稱呼巴西流浪蜘蛛，主要分布在中南美洲的哥倫比亞、厄瓜多、祕魯、巴西、蘇里南和圭亞那、法屬圭亞那，毒性可以毒死一隻老鼠，牠的毒性屬於神經毒，毒性會使神經失控、呼吸困難，嚴重時可能喪命，被牠咬到要迅速就醫，這種蜘蛛如果受到威脅會擺起跳舞姿勢來做出警告。雌性蜘蛛的體型通常比雄性來的更大，部分人被咬到會引發數小時或更久的勃起。
巴西遊走蛛的體型比巴西流浪蜘蛛（Phoneutria nigriventer）來的稍大，最大體長約5公分，腿伸展全長可到10-12.7公分，最長為18公分，除了會捕捉昆蟲外，也以小型脊椎動物為食。與巴西流浪蜘蛛一樣屬於夜行性動物，白天躲在香蕉樹上或樹洞裡，晚上出來覓食。